# Willie Sims (baloncesto)
Willie Sims (en hebreo: וילי סימס‎; Lanett, Alabama, 16 de junio de 1958-Israel, 23 de diciembre de 2022) fue un baloncestista estadounidenseisraelí, que jugaba en la posición de escolta.

## Biografía
Su carrera en preparatoria la jugó con la Long Island City High School, y a nivel universitario jugó para los Louisiana State Tigers de 1977 a 1981. Participó en el Draft de la NBA de 1981 y fue elegido en la quinta ronda en la posición 101 por los Denver Nuggets, pero al no obtener un contrato con el equipo pasó a jugar en Israel con el Maccabi Haifa BC de 1981 a 1983.
En 1983 pasa a jugar con el Hapoel Tel Aviv BC hasta 1985, pasando a jugar con el Elitzur Maccabi Netanya hasta 1987. En 1987 firma con el Maccabi Tel Aviv BC, equipo con el que juega cinco temporadas para luego firmar con el Hapoel Eilat en 1992. Se retiraría en 1999 con el Maccabi Hadera.

### Selección nacional
Como parte de Estados Unidos participó en los Juegos Macabeos en 1977 y 1981, donde gracias a una anotación suya le dio la medalla de oro a su país en 1977, repitiendo el título en 1981.

### Vida personal
Nació en Lanett, Alabama, pero creció en la ciudad de Nueva York, fue judío debido a que su abuela lo convirtió al judaísmo por estar casada con su abuelo, Jack Miller.
Sims se casaría con su esposa en Chipre. Tuvo una hija, Danielle Sims, quien se casaría con el jugador de baloncesto Gal Mekel.
Sims murió debido a un ataque cardíaco en Israel el 23 de diciembre de 2022 a los 64 años.